# محمدحسین یمین
محمدحسین یمین (زاده ۱۳۱۵در چاریکار–درگذشته۱۴۰۰ در کابل) ادب‌پژوه افغانستانی و استاد زبان ادبیات فارسی دانشگاه کابل بود. او از ۱۵ اردیبهشت ۱۳۸۲، عضو پیوستهٔ فرهنگستان زبان و ادب فارسی بود.

## زندگی
یمین در سال ۱۳۱۵ خورشیدی در چاریکار متولد شد و تحصیلات مقدماتی خود را تا سال ۱۳۳۳ در شهر چاریکار ادامه داد و سپس به دانشگاه کابل رفت و در سال ۱۳۳۹ از آنجا لیسانس ادبیات فارسی گرفت. او از زمان فارغ التحصیلی تا سال ۱۳۴۹ در دارالمعلمین عالی کابل به تدریس پرداخت و در سال ۱۳۵۰ به عضویت کادر علمی دانشکده زبان و ادبیات دانشگاه کابل درآمد. او پس از مدتی به دانشگاه ملی تاجیکستان رفت و در سال ۱۳۷۰ با مدرک دکترا از آن دانشگاه فارغ‌التحصیل شد.
او در ۱۲ دلو/بهمن ۱۴۰۰ بر اثر ایست قلبی در کابل درگذشت.

## دیدگاه‌ها
دکتر یمین عقیده داشت زبان فارسی دنباله پهلوی اشکانی بوده که در اصل این واژه همان پهلوی یا پارتی است و به مرور زمان، به پارسی عوض شده و با آمدن اسلام، شکل فارسی را به خود گرفته است.
او همچنین عقیده داشت دستور زبان، تابع گفتار و نوشتار مردم است و برخلاف تعریفی که دستور زبان را (علم درست‌گویی و درست‌نویسی) معرفی می‌کند، دستور زبان، خودش تابع گفتار مردم است.

## آثار
- فرهنگ تلفّظ لغات با بیان معانی
- دستور نگارش برای همه
- فونولوژی و مورفولوژی (صرف دری)
- برخی‌از ویژگی‌های دستوری شاهنامه
- دستور تاریخی زبان فارسی دری»
- دستور معاصر زبان فارسی دری
- تاریخچه زبان فارسی دری